# Gnaeus Domitius Ahenobarbus (Konsul 32 v. Chr.)

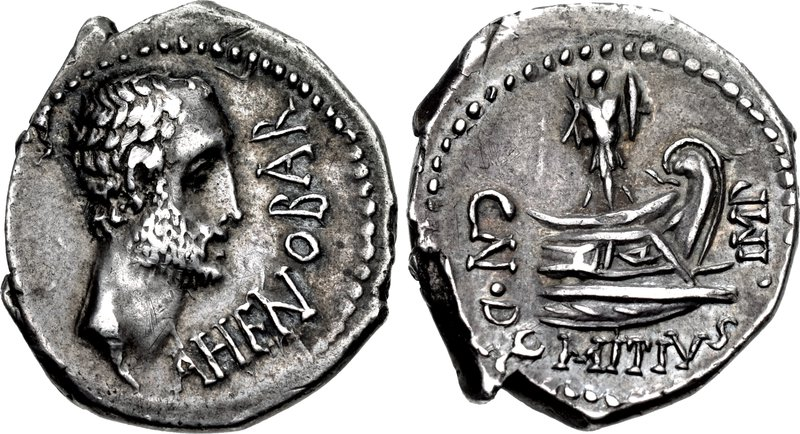
Silbermünze (Denar) des Gnaeus Domitius Ahenobarbus: auf der Vorderseite sein Porträt, auf der Rückseite eine Darstellung seines Sieges über Gnaeus Domitius Calvinus in der Schlacht bei Philippi

Gnaeus Domitius Ahenobarbus († 31 v. Chr.) war als Politiker und Heerführer ein bedeutender Protagonist der späten Römischen Republik. Während der Römischen Bürgerkriege ein Gegner Gaius Iulius Caesars, schloss er sich nach dessen Tod 44 v. Chr. den Caesarmördern an und bekämpfte die Triumvirn Marcus Antonius und Octavian. Nach der Niederlage der Caesarmörder in der Schlacht bei Philippi (42 v. Chr.) wechselte er auf die Seite von Marcus Antonius und wurde 40 v. Chr. dessen Statthalter von Bithynien. Er begleitete Antonius 36 v. Chr. auf dessen erfolglosen Feldzug gegen die Parther. Der Triumvir verhalf ihm für das Jahr 32 v. Chr. zum Konsulat. Im Vorfeld des Kriegs zwischen Antonius und Octavian um die Alleinherrschaft im Römischen Reich bemühte er sich vergeblich darum, die ägyptische Königin Kleopatra VII., die Geliebte des Antonius, aus dessen Lager in Ephesos entfernen zu lassen. Kurz vor der entscheidenden Niederlage in der Schlacht bei Actium lief er schließlich zu Octavian (dem späteren Kaiser Augustus) über, starb aber noch vor der Schlacht an Fieber. Sein Urenkel Nero wurde 54 n. Chr. römischer Kaiser.

## Leben

### Abstammung; Kampf gegen Caesar

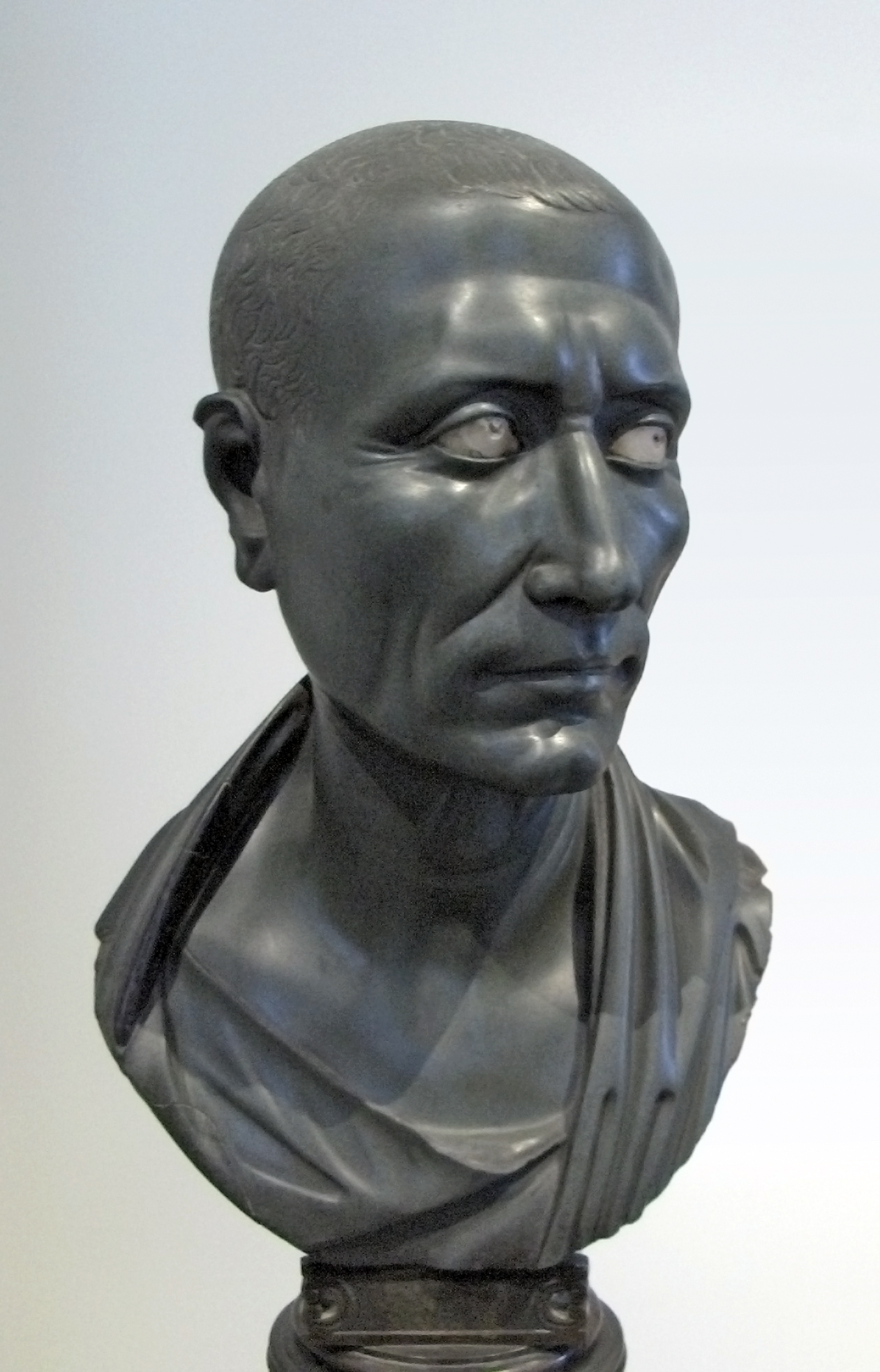
„Grüner Caesar“: Porträtkopf Gaius Iulius Caesars, entstanden nach dessen Tod (1. Jahrhundert v. Chr. oder 1. Jahrhundert n. Chr., heute Altes Museum Berlin)

Gnaeus Domitius Ahenobarbus gehörte väterlicherseits der angesehenen plebejischen Adelsfamilie (gens) der Domitier an. Er war ein Sohn des Konsuls von 54 v. Chr., Lucius Domitius Ahenobarbus, und der Porcia, der Schwester des jüngeren Cato. Er entstammte damit zwei führenden Familien der Optimaten, den Domitiern und den Porciern, die im den Bürgerkriegen zugrundeliegenden Konflikt die Macht der römischen Senatsaristokratie gegen die Angriffe der Popularen verteidigten. Sein Geburtsjahr ist unbekannt. In jungen Jahren erhob er 50 v. Chr. Anklage gegen einen gewissen Gnaeus Saturninus, wohl weil dieser daran beteiligt gewesen war, die Wahl seines Vaters zum Auguren zu verhindern. In der Forschung wurde spekuliert, dass es sich bei dem Angeklagten um einen Gnaeus Sentius Saturninus oder einen Gnaeus Appuleius Saturninus handelte. Wie der Prozess ausging, ist nicht bekannt.
Bald danach bahnte sich der Ausbruch des Bürgerkriegs zwischen Gaius Iulius Caesar und Gnaeus Pompeius Magnus an. Lucius Domitius Ahenobarbus war ein entschiedener Gegner Caesars und wurde von diesem nach dem Beginn des Bürgerkrieges im Februar 49 v. Chr. in Corfinium belagert. Gnaeus Domitius Ahenobarbus hatte seinen Vater nach Corfinium begleitet und geriet wie dieser in die Gefangenschaft Caesars, der aber beide großzügig amnestierte. Nach seiner Freilassung folgte Gnaeus Domitius Ahenobarbus nicht seinem Vater nach Massalia, sondern reiste im März 49 v. Chr. über Formiae, wo sich die Villa des bekannten Redners und Politikers Marcus Tullius Cicero befand, weiter nach Neapel, um seine Mutter zu treffen. Wahrscheinlich trat er trotz Caesars Begnadigung sofort in die Dienste von dessen Gegenspieler Pompeius. Im Rahmen des Bürgerkriegs kämpfte er an Pompeius’ Seite in Griechenland, legte nach der Niederlage seiner Partei in der Schlacht von Pharsalos (August 48 v. Chr.) die Waffen nieder und begab sich erst nach Caesars Rückkehr aus dem Osten wieder nach Italien. Der Tod seines Vaters und seines Onkels Cato im Verlauf des Bürgerkriegs hielten ihn von einer Aussöhnung mit dem siegreichen Caesar ab. Cicero ermahnte ihn 46 v. Chr. brieflich, endlich Frieden mit dem Sieger zu schließen, anscheinend ohne Erfolg. 45 v. Chr. sandte ihm Cicero eine Eloge auf seine Mutter Porcia.
Domitius Ahenobarbus dürfte nicht direkt an der Verschwörung zur Ermordung Caesars teilgenommen haben. Trotzdem zählte ihn Cicero in seinen Philippischen Reden zu den Verschwörern, mit denen er dann tatsächlich auch 43 v. Chr. auf Betreiben des Caesarerben Octavian (dem späteren Kaiser Augustus) durch die Lex Pedia verurteilt wurde. Der antike Geschichtsschreiber Appian gibt in seinem Werk einen erfundenen Dialog wieder, der sich Ende 40 v. Chr. bei den Friedensverhandlungen der Triumvirn in Brundisium (siehe unten) abgespielt haben soll und bei dem Octavian Gnaeus Domitius Ahenobarbus der Teilnahme am Mord beschuldigt habe. Gegen diese Anschuldigung habe Lucius Cocceius Nerva, der sowohl mit Octavian als auch mit Marcus Antonius befreundet war, Einspruch erhoben. Ebenso zwiespältig ist das Urteil der anderen antiken Autoren: Während ihn der Historiker Cassius Dio für einen der Mörder hält, glaubt der Biograph Sueton das genaue Gegenteil. Der Verdacht kam sicher auf, weil Domitius Ahenobarbus zuvor gegen Caesar gekämpft hatte, durch seine Abstammung der Seite des Pompeius zuneigte und sich nach der Ermordung des Diktators den Hauptverschwörern Marcus Iunius Brutus und Gaius Cassius Longinus anschloss.

### Kampf gegen die Triumvirn
Mit den beiden Caesarmördern begab sich Domitius Ahenobarbus Mitte 44 v. Chr. nach Kampanien, um deren Flotte auszubessern und zu vergrößern. Er ging mit Brutus nach Makedonien und konnte dort Ende 44 v. Chr. einen Teil der Kavallerie des Caesarianers Publius Cornelius Dolabella, der Cassius aus Syrien vertreiben wollte, auf seine Seite ziehen. Anfang 43 v. Chr. ersuchte er den Senat, zum Pontifex ernannt zu werden. Nach der Niederlage der Senatstruppen und der Bildung des zweiten Triumvirats setzten Marcus Antonius und Octavian zur Bekämpfung der Caesarmörder 42 v. Chr. von Italien nach Makedonien über. Zu dieser Zeit war Domitius Ahenobarbus als Promagistrat Flottenkommandant des Brutus und Cassius und schloss sich mit seinen 50 Schiffen im Ionischen Meer der Flotte des Lucius Staius Murcus an. Sie konnten nun den Nachschub für die Triumvirn unterbinden, indem sie am Tag der ersten Schlacht bei Philippi (Herbst 42 v. Chr.) dem Geschwader des Gnaeus Domitius Calvinus eine entscheidende Niederlage beibrachten und dessen zwei Legionen, Reiter und Proviant versenkten. Wegen dieses Erfolges legte sich Domitius Ahenobarbus nun den Titel eines Imperators zu, den er durch entsprechende Legenden auf Münzen verewigte.
Zwar kämpfte Domitius Ahenobarbus nicht in der zweiten Schlacht bei Philippi mit, versammelte aber die der verheerenden Niederlage entronnenen Anhänger des Brutus und Cassius mit den übriggebliebenen Schiffen unter seinem Befehl und kommandierte so 200 Schiffe. Nachdem sich aber Staius Murcus bald mit seiner Flotte von ihm getrennt hatte, verwüstete er mit den noch 70 unter seinem Befehl stehenden Schiffen und zwei Legionen jene Küstenregionen, die den Triumvirn unterstanden. Dann gelang ihm die Zerstörung von Octavians Flotte, die im Hafen von Brundisium ankerte.

### Laufbahn unter Antonius

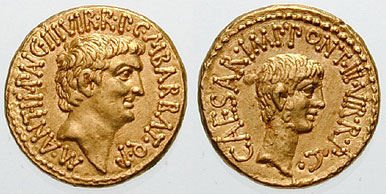
Goldmünze (Aureus) mit Darstellung der beiden Triumvirn Marcus Antonius und Oktavian, 41 v. Chr.

Als Anfang 40 v. Chr. Lucius Antonius, der Bruder des Triumvirn Marcus Antonius, den Perusinischen Krieg gegen Octavian verloren hatte, versöhnte sich Domitius Ahenobarbus mit Marcus Antonius, wobei Gaius Asinius Pollio als Vermittler fungierte. Antonius demonstrierte sogleich sein Vertrauen zu Domitius Ahenobarbus, indem er mit nur fünf Schiffen zu dessen Geschwader stieß, und er wurde tatsächlich freundlich empfangen. Der einstige Gegner der Triumvirn brachte Antonius daraufhin zu einem Küstenort, der wahrscheinlich in Epirus lag, und unterstellte ihm dort auch seine Landtruppen. Nun prägte Domitius Ahenobarbus statt seiner bisherigen eigenständigen Münzen solche mit dem Kopf des Antonius, um diesen als seinen neuen Herrn zu feiern. Octavian blieb ihm aber weiterhin feindlich gesinnt, beschuldigte ihn weiter, einer der Mörder Caesars zu sein, und war ihm besonders auch wegen der durch ihn zuletzt erlittenen militärischen Niederlagen gram. Als in Brundisium über eine erneute Annäherung der Triumvirn verhandelt wurde (Herbst 40 v. Chr.), äußerte der Erbe Caesars seinen Unmut über Antonius’ Friedensschluss mit Domitius Ahenobarbus, der daher als Statthalter Bithyniens weggelobt wurde, aber zumindest seine Verurteilung durch die Lex Pedia aufgehoben sah.
Im Vertrag von Misenum (39 v. Chr.) wurde festgelegt, dass Domitius Ahenobarbus mit Gaius Sosius in einem der nächsten Jahre Konsul werden sollte. Zunächst blieb er aber bis 34 v. Chr. Statthalter Bithyniens. Bei der erneuten Einigung der Triumvirn im Vertrag von Tarent (37 v. Chr.) wurde sein ältester, wohl noch minderjähriger Sohn Lucius mit der zweijährigen Antonia verlobt, der ältesten Tochter des Antonius aus seiner Ehe mit Octavia Minor. 36 v. Chr. beteiligte er sich am Partherkrieg des Antonius, der kläglich scheiterte. Nachdem der Rückzug wegen des bevorstehenden Winters unvermeidlich geworden war, beauftragte der sonst sehr wortgewandte, aber nun über den Misserfolg beschämte Antonius seinen Vertrauten Domitius Ahenobarbus, die Legionen über seine Entscheidung zu informieren und zu ermuntern. Auch nach dem verlustreichen Rückmarsch der römischen Armee nach Armenien blieb er als Befehlshaber eines Truppenkontingents in Bithynien. Als Sextus Pompeius 35 v. Chr. nach seiner Niederlage gegen Octavian in den Osten flüchtete und einen Einfall in das Reich des Antonius startete, ersuchte der Statthalter der Provinz Asia, Gaius Furnius, Domitius Ahenobarbus um Hilfe. Dieser sollte das Opfer eines Anschlagsversuchs eines gewissen Curius während der nun folgenden Verhandlungen werden, doch wurde das Attentat rechtzeitig vereitelt. Bald darauf kehrte Domitius Ahenobarbus nach Italien zurück.

### Rolle im Konflikt zwischen den Triumvirn und Tod
Während der nächsten Jahre spitzte sich der Konflikt zwischen den Triumvirn um die Alleinherrschaft im Römischen Reich immer weiter zu. Domitius Ahenobarbus und Gaius Sosius, die beide zur Partei des Antonius gehörten, wurden gemäß den früheren Vereinbarungen der Triumvirn am 1. Januar 32 v. Chr. Konsuln. Laut dem Bericht des antiken römischen Historikers Cassius Dio griff Sosius sogleich während der ersten Senatssitzung in einer Rede den abwesenden Octavian scharf an. Die Konsuln brachten den Vorschlag des Antonius vor, dass dieser bereit sei, seine triumvirale Gewalt niederzulegen, wenn Octavian es ihm gleichtue. Gegen den Beschluss dieses Antrags legte der im Interesse Octavians handelnde Volkstribun Nonius Balbus sein Veto ein. Antonius hatte auch in einem Brief den Senat ersucht, seine in der östlichen Reichshälfte getroffenen Regelungen, insbesondere die Landschenkungen an seine Geliebte, die ägyptische Königin Kleopatra VII., und deren Kinder zu bestätigen. Die Konsuln wagten aber nicht, diesen Brief zu verlesen, obwohl Octavian sie dazu auffordern ließ. Sie befürchteten – so ist Cassius Dio wohl zu ergänzen –, dass die Erwähnung der Gebietsverleihungen einen negativen Eindruck erwecken würde. Im Gegenzug verhinderten Octavians Anhänger, dass Antonius’ Sieg über den armenischen König Artavasdes zur Sprache kam.
Der Althistoriker Helmut Halfmann nimmt an, dass diese Darstellung des Cassius Dio stark von der späteren antoniusfeindlichen Propaganda Octavians beeinflusst ist und die tatsächlichen Vorgänge stark verzerrt wiedergibt. In Wahrheit hätten es Domitius Ahenobarbus und sein Amtskollege nicht wagen können, aus eigenem Ermessen gegen Antonius’ Willen einen wesentlichen Teil von dessen im Osten getroffenen Anordnungen zu verschweigen. Antonius habe auch durch die Konsuln beantragen lassen, dass er in Rom einen Triumph über Artavasdes abhalten durfte. Octavian sei aber darauf bedacht gewesen, seinem Konkurrenten keinen derartig glanzvollen Auftritt in Italien zu gestatten und habe durch das Veto des ihm ergebenen Volkstribunen einen entsprechenden Senatsbeschluss verhindert.
Octavian war vor der erwähnten Senatssitzung aus Rom abgereist, laut Cassius Dio, um sich auf die erwartbaren Anklagen der Konsuln gegen ihn in Ruhe bessere Antworten überlegen zu können. Er kehrte erst im Februar 32 v. Chr. zurück und erhob seinerseits viele Vorwürfe gegen Antonius, wobei aber zahlreiche heimlich Bewaffnete mit ihm in den Senat gekommen waren. Als die Konsuln sich nicht trauten zu antworten, erklärte er schließlich, bei der nächsten Einberufung des Senats schriftliche Beweise für seine Anklagen vorzulegen. Nach der Ansicht von Helmut Halfmann war der Grund, dass die Konsuln keine Widerrede wagten, die Androhung von Gewaltanwendung durch Octavian, der zum Erhalt der eigenen Macht unbedingt den Senatsbeschluss zur Niederlegung der triumviralen Vollmachten habe blockieren wollen. Octavians Machtdemonstration hatte die Konsuln jedenfalls so weit eingeschüchtert, dass sie zuvor Rom verließen und sich mit etwa 300 Senatoren – einem Drittel des Gesamtsenats – zu Antonius nach Ephesos begaben (März 32 v. Chr.). Diese Abreise war eher eine heimliche Flucht, und Octavian behauptete erst später, dass er die Konsuln und andere ihm feindlich gesinnte Senatoren freiwillig zu Antonius geschickt habe.

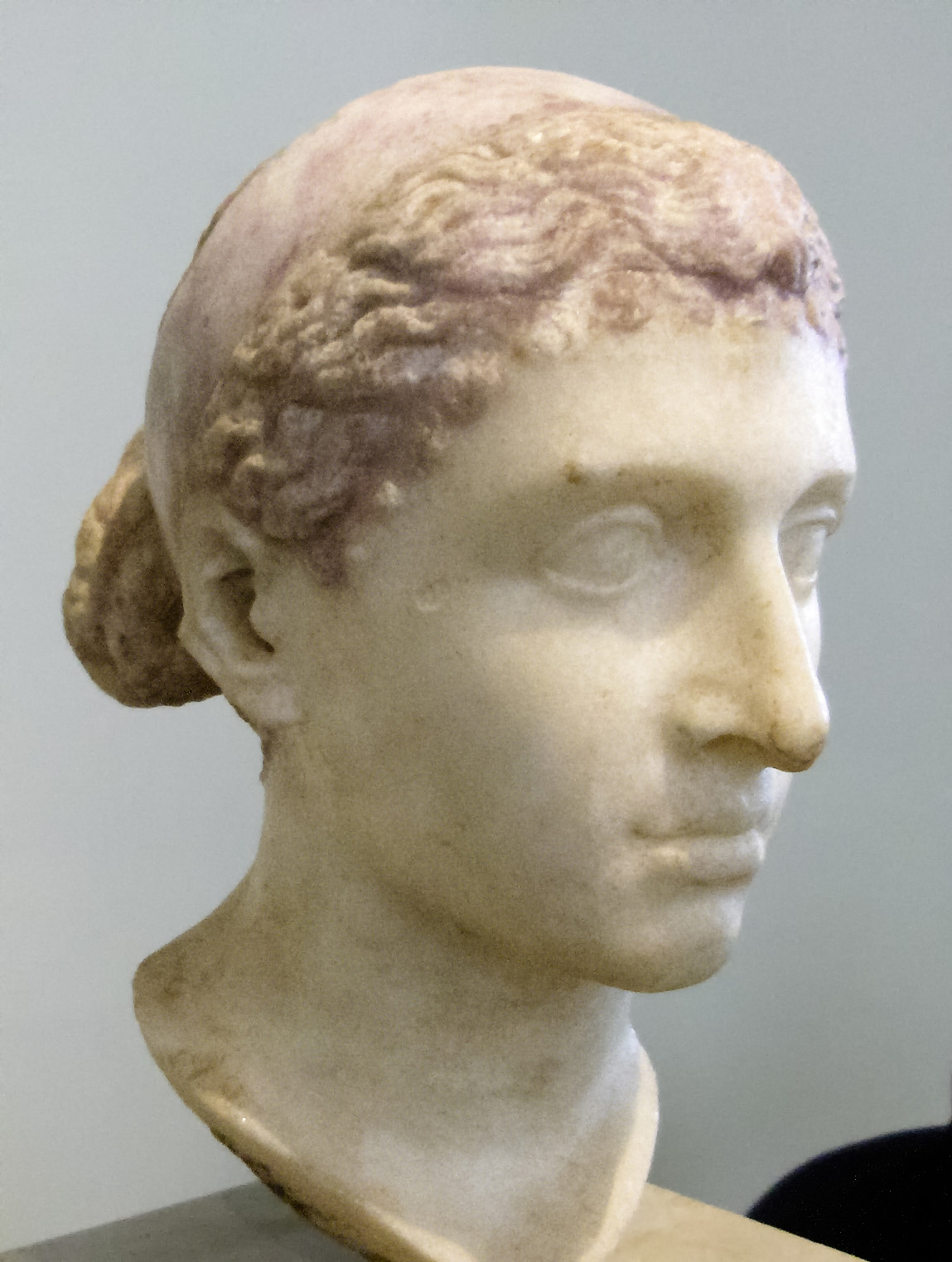
Kleopatra, deren Einfluss Domitius Ahenobarbus zu mindern suchte (Antikensammlung Berlin)

Domitius Ahenobarbus war innerhalb der sehr heterogenen, in Ephesos versammelten Gruppe von hochrangigen Anhängern des Antonius der bedeutendste Vertreter einer Gruppe, die den Einfluss Kleopatras zurückdrängen wollte; ihrer Ansicht nach lieferte deren persönliche Anwesenheit Octavian die besten Argumente für seine Propaganda gegen Antonius. Der Konsul, dem auch persönlich Kleopatras großer Einfluss missfiel, sprach sie als einziger Antonianer nicht mit dem Titel einer Königin an, sondern nur mit ihrem Namen. Er verlangte, dass sie aus Ephesos nach Ägypten zurückgeschickt werden sollte. Denn nur dann hätte Antonius durch die Anwesenheit von 300 Senatoren wie einst Pompeius die Möglichkeit gehabt, einen Gegensenat zu bilden und so Octavian mithilfe des römischen Staatsrechts zu bekämpfen. Antonius soll sich den Argumenten des Domitius Ahenobarbus auch zuerst gebeugt haben, bis Kleopatra durch Fürsprache des Publius Canidius Crassus doch im römischen Lager bleiben durfte. Trotzdem nimmt der Althistoriker Christoph Schäfer ein grundsätzlich gutes Verhältnis zwischen Domitius Ahenobarbus und der ägyptischen Königin an, da diese anscheinend die im Taurusgebirge gelegene Stadt Domitiopolis nach ihm benannt habe.
Offenbar wurde Domitius Ahenobarbus wegen seiner früheren Erfolge in Seekriegen einer der Flottenbefehlshaber des Antonius. Er ließ den Priester Menodoros aus Tralles exekutieren, da dieser der Aufhetzung von Domitius’ Seeleuten beschuldigt wurde. In den Kämpfen der Triumvirn in Griechenland 32/31 v. Chr. verschlechterte sich die Lage des Antonius zunehmend, zahlreiche seiner Anhänger liefen zu Octavian über. Auch Domitius Ahenobarbus desertierte schließlich, da er angeblich den Einfluss Kleopatras nicht mehr ertragen konnte; allerdings erfolgte sein Seitenwechsel erst kurz vor der entscheidenden Schlacht bei Actium, als er schon krank war. Vermutlich hatte er sich an einer in Antonius’ Lager grassierenden Epidemie infiziert. In einem Boot reiste er zu Octavian. Der erschütterte Antonius ließ ihm zum Zorn Kleopatras großzügig sein Gepäck und seine Diener nachschicken und spottete, dass er wohl Sehnsucht nach seiner Geliebten Servilia Nais habe. Wenige Tage nach dem Parteiwechsel starb Domitius Ahenobarbus an Fieber, noch vor der Schlacht bei Actium. Dass mit Domitius Ahenobarbus einer der hochrangigsten Senatoren zu Octavian überlief, dürfte dessen Position gegenüber Antonius dennoch deutlich gestärkt haben, da mehrere von dessen bisherigen Anhängern es ihm gleichtaten und nun ebenfalls die Seiten wechselten.

## Nachkommen
Mit wem Gnaeus Domitius Ahenobarbus verheiratet war, ist nicht sicher bekannt. Eine mögliche Kandidatin ist eine Manlia, deren Grabstein in Rom gefunden wurde und sie als Ehefrau eines Gnaeus Domitius Ahenobarbus bezeichnet. Der Althistoriker Ronald Syme nahm darüber hinaus an, dass Ahenobarbus zuvor noch mit einer Aemilia Lepida, wohl einer Tochter des Senators Lucius Aemilius Lepidus Paullus, verheiratet war. Dies schloss er anhand der üblichen Praktiken römischer Namensgebung aus der Tatsache, dass eine Tante von Ahenobarbus’ Urenkel Nero den Namen Domitia Lepida trug und daher aus einer Verbindung der beiden Familien der Domitier und der Aemilier (für die der Beiname Lepidus typisch war) entstammt sein muss. Diese Rekonstruktion hat einige Unterstützer gefunden, während andere Forscher betonen, dass es sich lediglich um eine Spekulation handelt.
Der Sohn des Gnaeus Domitius Ahenobarbus hieß Lucius Domitius Ahenobarbus, bekleidete 16 v. Chr. den Konsulat und war mit Antonia der Älteren verheiratet. Dessen Sohn hieß wie sein Großvater Gnaeus Domitius Ahenobarbus und amtierte 32 n. Chr. als Konsul. Mit Agrippina der Jüngeren, einer Tochter des Germanicus, hatte er den Sohn Lucius, der von Kaiser Claudius adoptiert wurde und diesem 54 n. Chr. als Kaiser nachfolgte. Dieser Urenkel des Gnaeus Domitius Ahenobarbus, der letzte Kaiser aus der julisch-claudischen Dynastie, ist heute unter dem Namen Nero bekannt.

## Mögliche Porträts

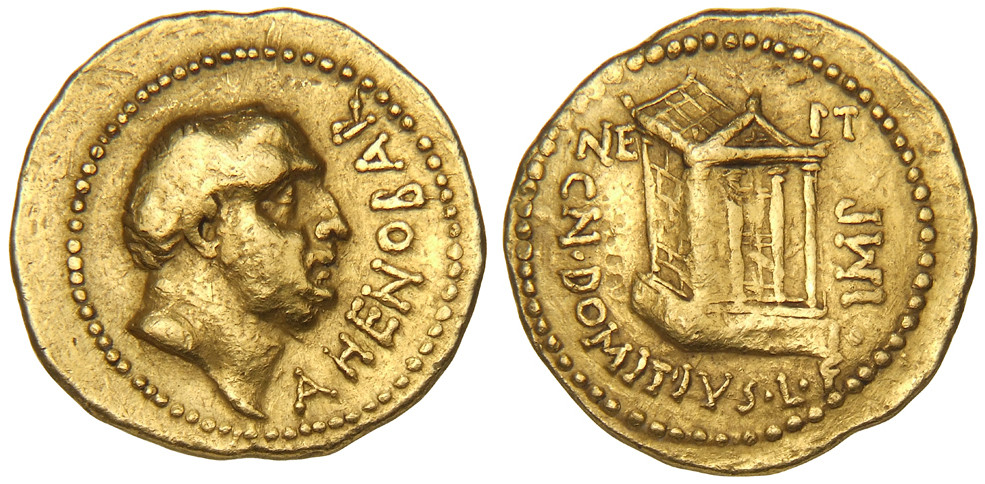
Goldmünze (Aureus) des Gnaeus Domitius Ahenobarbus, auf der Vorderseite ein männliches Porträt (entweder Ahenobarbus selbst oder sein Vater bzw. ein anderer Vorfahr), auf der Rückseite ein Neptuntempel sowie der Ehrentitel „Imperator“

Über das Aussehen des Domitius Ahenobarbus geben möglicherweise seine Münzprägungen Aufschluss. Die in seinem Namen geprägten Münzen des Jahres 41 v. Chr. zeigen zwei unterschiedliche Männerporträts. Bei beiden ist aber sehr unsicher, ob damit tatsächlich Gnaeus Domitius Ahenobarbus gemeint ist. Der eine Münztyp zeigt ein schlankes bärtiges Gesicht, das möglicherweise eher den mythischen rotbärtigen Vorfahren darstellen soll, von dem die Familie der Ahenobarbi ihren Namen ableitete. Das andere Porträt zeigt einen kräftigeren Kopf, von dem oft angenommen wird, Ahenobarbus habe damit nicht sich selbst, sondern seinen bereits verstorbenen Vater Lucius oder einen anderen berühmten Vorfahren porträtiert.
Als mögliches Porträt des Domitius Ahenobarbus wurde auch eine der Goldbronzen von Cartoceto diskutiert. Diese vier Statuen aus Edelmetall – ursprünglich zwei stehende Frauen und zwei reitende Männer – wurden seit ihrer Entdeckung mit verschiedenen historischen Persönlichkeiten identifiziert. So interpretierte sie John Pollini als Familienporträt, das Gnaeus Domitius Ahenobarbus mit seiner Frau, seinem Vater und seiner Mutter zeige. Auch verschiedene Marmorbüsten wurden anhand von Ähnlichkeiten zu den Münzporträts als Darstellungen des Konsuls von 32 v. Chr. gedeutet, doch sind auch diese Zuschreibungen umstritten.

## Selbstdarstellung und Ehrungen zu Lebzeiten
In seiner Münzprägung griff Gnaeus Domitius Ahenobarbus auf die Formen der Selbstdarstellung zurück, die von den großen Staatsmännern seiner Zeit geprägt worden waren – auch wenn er selbst machtpolitisch eher in der zweiten Liga spielte. Als erfahrener Admiral, der 42 v. Chr. gegen Gnaeus Domitius Calvinus einen großen Seesieg errungen hatte, zeigte er auf vielen seiner Münzen einen Schiffsbug (Prora) mit einem darauf aufgestellten Siegesdenkmal (Tropaion), um öffentlichkeitswirksam an seine militärischen Leistungen zu erinnern. Andere Münzen aus der gleichen Zeit zeigen einen Tempel, der durch die daneben dargestellten Buchstaben „NEPT“ als Heiligtum des Meeresgottes Neptun ausgewiesen wird. Neptun wurde traditionell von der Familie der Ahenobarbi besonders verehrt und der dargestellte Tempel dürfte ein tatsächlich existierendes Heiligtum meinen, das von einem Familienmitglied gestiftet worden war. Tatsächlich schreibt der römische Schriftsteller Plinius der Ältere von einem Tempel am Circus Flaminius im Norden Roms, der von einem (nicht weiter identifizierten) Gnaeus Domitius gestiftet worden sei und Statuen verschiedener Meeresgötter und -tiere beinhaltet habe. Wegen dieser unsicheren Quellenlage ist sich die moderne Forschung nicht einig, ob der auf Ahenobarbus' Münzen dargestellte Tempel derselbe ist, den auch Plinius erwähnt, und wenn ja, ob dieser Tempel von Ahenobarbus selbst oder von einem seiner Vorfahren errichtet wurde (oder ob er von einem Vorfahren errichtet, aber von Ahenobarbus renoviert wurde). Dass Gnaeus Domitius Ahenobarbus, der Konsul von 32 v. Chr., selbst den Neptuntempel errichten oder ausbauen ließ, den er auf seinen Münzen abbildete, ist eine plausible Hypothese, zumal er nach seinem Seesieg genug Grund hatte, dem Meeresgott eine Ehrung zukommen zu lassen und die römische Öffentlichkeit auf diese Weise gleichzeitig an seine Verdienste zu erinnern. Dennoch lässt sich diese Vermutung nicht beweisen und die Münzen, auf denen das Bauwerk abgebildet ist, stammen zudem auch noch aus einer Zeit, als Ahenobarbus aus Rom verbannt war und gar nicht damit rechnen konnte, dort bald einen Tempel stiften zu dürfen.
Neben den jeweiligen bildlichen Darstellungen – Schiffsbug oder Neptuntempel – nennen die Münzen auch den Ehrentitel Imperator, den Domitius Ahenobarbus als siegreicher Feldherr trug. Die griechische Übersetzung dieses Titels, αὐτοκράτωρ (Autokrator), findet sich auch auf einer Ehreninschrift, die die Bewohner der kleinasiatischen Stadt Ephesos Gnaeus Domitius Ahenobarbus als ihrem Patron widmeten. Zu seinem längerfristigen Nachruhm trug möglicherweise außerdem die Benennung einer kleinasiatischen Stadt nach ihm (Domitiopolis) bei.

## Rezeption
Die antike Geschichtsschreibung urteilt über Gnaeus Domitius Ahenobarbus deutlich positiver als über seinen Vater Lucius, bei dem vor allem die vernichtende Beurteilung durch seinen Erzfeind Caesar in die Literatur einging. Der Zeitgenosse und überzeugte Republikaner Marcus Tullius Cicero charakterisiert Gnaeus in seiner zehnten Philippischen Rede als „überaus mutigen, besonnenen und charakterfesten jungen Mann“ (adulescens summa virtute, gravitate, constantia). Der im frühen 1. Jahrhundert n. Chr. schreibende Historiker Velleius Paterculus charakterisiert Ahenobarbus als „höchst angesehen“ (vir clarissimus). Selbst Sueton, der die von ihm beschriebenen Persönlichkeiten äußerst kritisch beurteilt und insbesondere an der Familie Neros sonst kein gutes Haar lässt, leitet seine Ausführungen zu Domitius Ahenobarbus mit dem Kommentar ein, ihn müsse „man – das steht unzweifelhaft fest – von allen Mitgliedern seines Geschlechts am höchsten schätzen“ (omnibus gentis suae procul dubio praeferendum). Dieser Auffassung folgten viele moderne Historiker in ihren Werken, so beispielsweise auch Ronald Syme in seinem Klassiker zur römischen Revolution. In seiner Darstellung dieser Epoche ist Gnaeus Domitius Ahenobarbus die Person, die einer Heldenfigur der niedergehenden Republik am nächsten kommt.
Der Dichter Curiatius Maternus, der im Dialogus de oratoribus des Tacitus als Hauptfigur auftritt, hat im 1. Jahrhundert n. Chr. eine Tragödie (möglicherweise genauer eine Fabula praetexta) namens Domitius verfasst. Auf welchen Domitius sich der Titel dieses Stückes bezieht, wurde in der Forschung vielfach spekuliert. Die wahrscheinlichsten Kandidaten sind Gnaeus Domitius Ahenobarbus (Konsul 32 v. Chr.), sein Vater Lucius (Konsul 54 v. Chr.) oder sein Urenkel, der Kaiser Nero (dessen Geburtsname Lucius Domitius Ahenobarbus lautete). Der Schilderung bei Tacitus nach zu urteilen scheinen die Theaterstücke des Curiatius Maternus politisch brisant gewesen zu sein. Sollte es sich bei der Hauptfigur des Domitius tatsächlich um den Konsul des Jahres 32 v. Chr. gehandelt haben, könnte sich das Stück mit dessen Gegnerschaft zu Kleopatra und dem daraus resultierenden Konflikt mit Marcus Antonius befasst haben – ein Thema, das zu Lebzeiten des Curiatius Maternus politisch äußerst aktuell war, da auch Kaiser Titus mit Berenike eine orientalische Fürstin zur Geliebten hatte und diese Beziehung in der zeitgenössischen römischen Gesellschaft hoch umstritten war.